# Жан-П'єр Папен
Жан-П'єр Папе́н (фр. Jean-Pierre Papin, нар. 5 листопада 1963, Булонь-сюр-Мер) — французький футболіст, нападник. Після завершення ігрової кар'єри — футбольний тренер.
Найкращий футболіст Європи 1991 року за версією журналу France Football. Включений до переліку «125 найкращих футболістів світу» (відомого як «ФІФА 100»), складеного у 2004 році на прохання ФІФА до сторіччя цієї організації легендарним Пеле.

## Клубна кар'єра
У дорослому футболі дебютував 1983 року виступами за «Віші», в якому провів один сезон, взявши участь у 29 матчах чемпіонату.
Згодом, з 1984 по 1986 рік, провів по сезону у складі «Валансьєнна» та «Брюгге».
Своєю грою за останню команду привернув увагу представників тренерського штабу клубу «Олімпік» (Марсель), до складу якого приєднався влітку 1986 року. Відіграв за команду з Марселя наступні шість сезонів ігрової кар'єри. Більшість часу, проведеного у складі «Олімпіка», був основним гравцем атакувальної ланки команди. У складі команди був одним із головних її бомбардирів, маючи середню результативність на рівні 0,62 гола за гру першості, що дозволило йому з 1988 по 1992 роки безперервно ставати найкращим бомбардиром Ліги 1. Така результативність була винагороджена врученням Золотого м'яча у 1991 році.
Протягом 1992–1994 років два сезони захищав кольори «Мілана», у складі якого виборов титул володаря Суперкубка Італії, став дворазовим чемпіоном Італії та переможцем Ліги чемпіонів УЄФА.
З 1994–1996 рік виступав за «Баварію», у складі якої став володарем Кубка УЄФА.
Після того повернувся на батьківщину, де виступав за «Бордо» та «Генгам».
Завершив професійну ігрову кар'єру у клубі «Сен-П'єрруаз» з реюньйонської Прем'єр-ліги, за який виступав протягом 1999–2001 років.
Після того ще довгий час виступав за аматорські футбольні команди.

## Виступи за збірну
26 лютого 1986 року дебютував в офіційних матчах у складі національної збірної Франції в товариському матчі проти збірної Північної Ірландії, що завершився перемогою з рахунком 2-0. Після завершення виступів за збірну Мануеля Амороса, у 1992–1993 роках був капітаном збірної.
Протягом кар'єри у національній команді, яка тривала 10 років, провів у формі головної команди країни 54 матчі, забивши 30 голів.
У складі збірної був учасником чемпіонату світу 1986 року у Мексиці, на якому команда здобула бронзові нагороди і чемпіонату Європи 1992 року у Швеції.

## Кар'єра тренера
Розпочав тренерську кар'єру 2005 року, ставши граючим тренером французького аматорського клубу «Бассен д'Аркашон».
Надалі недовго очолював клуби «Страсбур» та «Ланс».
Наразі останнім місцем тренерської роботи був клуб «Шатору», який Жан-П'єр Папен очолював як головний тренер до 2010 року.

## Статистика виступів

### Статистика клубних виступів

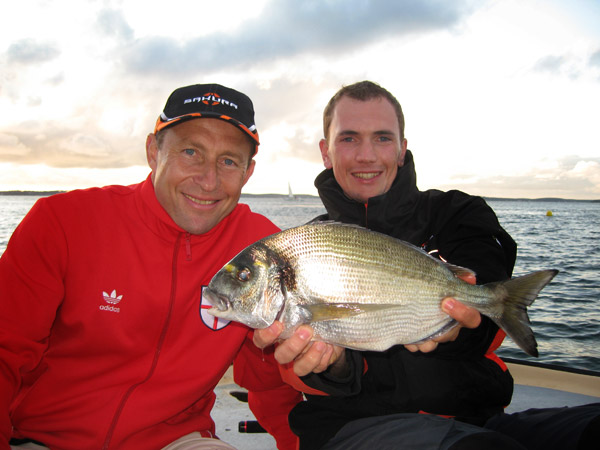
Жан-П'єр Папен (ліворуч) на дозвіллі. 2009 рік

| Клуб                | Сезон             | Ліга | Ліга | Кубки | Кубки | Еврокубки | Еврокубки | Прочие | Прочие | Всього | Всього |
| Клуб                | Сезон             | Ігри | Голи | Ігри  | Голи  | Ігри      | Голи      | Ігри   | Голи   | Ігри   | Голи   |
| ------------------- | ----------------- | ---- | ---- | ----- | ----- | --------- | --------- | ------ | ------ | ------ | ------ |
| «Віши»              | 1981-82           | 17   | 3    | 0     | 0     | 0         | 0         | 0      | 0      | 17     | 3      |
| «Віши»              | 1982-83           | 3    | 0    | 1     | 0     | 0         | 0         | 0      | 0      | 4      | 0      |
| «Віши»              | 1983-84           | 29   | 10   | 0     | 0     | 0         | 0         | 0      | 0      | 29     | 10     |
| «Віши»              | Всього            | 49   | 13   | 1     | 0     | 0         | 0         | 0      | 0      | 50     | 13     |
| «Валансьєнн»        | 1984-85           | 33   | 15   | 1     | 1     | 0         | 0         | 0      | 0      | 34     | 16     |
| «Валансьєнн»        | Всього            | 33   | 15   | 1     | 1     | 0         | 0         | 0      | 0      | 34     | 16     |
| «Брюгге»            | 1985-86           | 31   | 20   | 8     | 7     | 4         | 5         | 0      | 0      | 43     | 32     |
| «Брюгге»            | Всього            | 31   | 20   | 8     | 7     | 4         | 5         | 0      | 0      | 43     | 32     |
| «Олімпік» (Марсель) | 1986-87           | 33   | 13   | 11    | 3     | 0         | 0         | 0      | 0      | 44     | 16     |
| «Олімпік» (Марсель) | 1987-88           | 37   | 19   | 1     | 0     | 8         | 4         | 0      | 0      | 46     | 23     |
| «Олімпік» (Марсель) | 1988-89           | 36   | 22   | 10    | 11    | 0         | 0         | 0      | 0      | 46     | 33     |
| «Олімпік» (Марсель) | 1989-90           | 36   | 30   | 4     | 2     | 8         | 6         | 0      | 0      | 48     | 38     |
| «Олімпік» (Марсель) | 1990-91           | 36   | 23   | 5     | 7     | 9         | 6         | 0      | 0      | 50     | 36     |
| «Олімпік» (Марсель) | 1991-92           | 37   | 27   | 4     | 4     | 4         | 7         | 0      | 0      | 45     | 38     |
| «Олімпік» (Марсель) | Всього            | 215  | 134  | 35    | 27    | 29        | 23        | 0      | 0      | 279    | 184    |
| «Мілан»             | 1992-93           | 22   | 13   | 8     | 4     | 7         | 3         | 1      | 0      | 38     | 20     |
| «Мілан»             | 1993-94           | 18   | 5    | 0     | 0     | 6         | 4         | 3      | 2      | 27     | 11     |
| «Мілан»             | Всього            | 40   | 18   | 8     | 4     | 13        | 7         | 4      | 2      | 65     | 31     |
| «Баварія» (Мюнхен)  | 1994-95           | 7    | 1    | 1     | 0     | 3         | 2         | 1      | 0      | 12     | 3      |
| «Баварія» (Мюнхен)  | 1995-96           | 20   | 2    | 2     | 0     | 6         | 1         | 0      | 0      | 28     | 3      |
| «Баварія» (Мюнхен)  | Всього            | 27   | 3    | 3     | 0     | 9         | 3         | 1      | 0      | 40     | 6      |
| «Бордо»             | 1996-97           | 32   | 16   | 8     | 1     | 0         | 0         | 0      | 0      | 40     | 17     |
| «Бордо»             | 1997-98           | 23   | 6    | 7     | 8     | 2         | 0         | 0      | 0      | 32     | 14     |
| «Бордо»             | Всього            | 55   | 22   | 15    | 9     | 2         | 0         | 0      | 0      | 72     | 31     |
| «Генгам»            | 1998-99           | 10   | 3    | 0     | 0     | 0         | 0         | 0      | 0      | 10     | 3      |
| «Генгам»            | Всього            | 10   | 3    | 0     | 0     | 0         | 0         | 0      | 0      | 10     | 3      |
| «Сен-П'єрруаз»      | 1999              | 12   | 1    | 0     | 0     | 0         | 0         | 0      | 0      | 12     | 1      |
| «Сен-П'єрруаз»      | Всього            | 12   | 1    | 0     | 0     | 0         | 0         | 0      | 0      | 12     | 1      |
| «Кап Ферре»         | 2001-02           | 22   | 4    | 0     | 0     | 0         | 0         | 0      | 0      | 22     | 4      |
| «Кап Ферре»         | 2002-03           | 10   | 7    | 0     | 0     | 0         | 0         | 0      | 0      | 10     | 7      |
| «Кап Ферре»         | 2003-04           | 7    | 5    | 0     | 0     | 0         | 0         | 0      | 0      | 7      | 5      |
| «Кап Ферре»         | 2004-05           | 11   | 8    | 0     | 0     | 0         | 0         | 0      | 0      | 11     | 8      |
| «Кап Ферре»         | Всього            | 50   | 24   | 0     | 0     | 0         | 0         | 0      | 0      | 50     | 24     |
| «Бассен д'Аркашон»  | 2004-05           | 0    | 0    | 0     | 0     | 0         | 0         | 0      | 0      | 0      | 0      |
| «Бассен д'Аркашон»  | 2005-06           | 3    | 0    | 0     | 0     | 0         | 0         | 0      | 0      | 3      | 0      |
| «Бассен д'Аркашон»  | Всього            | 3    | 0    | 0     | 0     | 0         | 0         | 0      | 0      | 3      | 0      |
| «Фактюр Бігано»     | 2008-09           | 3    | 3    | 1     | 1     | 0         | 0         | 0      | 0      | 4      | 4      |
| «Фактюр Бігано»     | Всього            | 3    | 3    | 1     | 1     | 0         | 0         | 0      | 0      | 4      | 4      |
| Всього за кар'єру   | Всього за кар'єру | 528  | 256  | 72    | 49    | 57        | 38        | 5      | 2      | 662    | 345    |

### Статистика виступів за збірну
| Дата       | Місто         | Господарі      | Результат | Гості          | Турнір                       | Голи | Примітки |
| ---------- | ------------- | -------------- | --------- | -------------- | ---------------------------- | ---- | -------- |
| 26/02/1986 | Париж         | Франція        | 2 – 0     | Ірландія       | товариський матч             | -    |          |
| 1/06/1986  | Леон          | Канада         | 0 – 1     | Франція        | ЧС 1986 - 1-й етап           | 1    |          |
| 5/06/1986  | Леон          | Франція        | 1 – 1     | СРСР           | ЧС 1986 - 1-й етап           | -    |          |
| 9/06/1986  | Леон          | Угорщина       | 0 – 3     | Франція        | ЧС 1986 - 1-й етап           | -    |          |
| 28/06/1986 | Пуебла        | Бельгія        | 2 – 4     | Франція        | ЧС 1986 - матч за 3-тє місце | 1    |          |
| 11/10/1986 | Париж         | Франція        | 0 – 2     | СРСР           | Відбір до ЧЄ 1988            | -    |          |
| 19/11/1986 | Лейпциг       | НДР            | 0 – 0     | Франція        | Відбір до ЧЄ 1988            | -    |          |
| 29/04/1987 | Париж         | Франція        | 2 – 0     | Ісландія       | Відбір до ЧЄ 1988            | -    |          |
| 12/08/1987 | Берлін        | ФРН            | 2 – 1     | Франція        | товариський матч             | -    |          |
| 9/09/1987  | Москва        | СРСР           | 1 – 1     | Франція        | Відбір до ЧЄ 1988            | -    |          |
| 2/02/1988  | Тулуза        | Франція        | 2 – 1     | Швейцарія      | товариський матч             | -    |          |
| 23/03/1988 | Бордо         | Франція        | 2 – 1     | Іспанія        | товариський матч             | -    |          |
| 24/08/1988 | Париж         | Франція        | 1 – 1     | Чехословаччина | товариський матч             | -    |          |
| 28/09/1988 | Париж         | Франція        | 1 – 0     | Норвегія       | Відбір до ЧС 1990            | 1    |          |
| 22/10/1988 | Нікосія       | Кіпр           | 1 – 1     | Франція        | Відбір до ЧС 1990            | -    |          |
| 19/11/1988 | Белград       | Югославія      | 3 – 2     | Франція        | Відбір до ЧС 1990            | -    |          |
| 7/02/1989  | Дублін        | Ірландія       | 0 – 0     | Франція        | товариський матч             | -    |          |
| 8/03/1989  | Глазго        | Шотландія      | 2 – 0     | Франція        | Відбір до ЧС 1990            | -    |          |
| 16/08/1989 | Мальме        | Швеція         | 2 – 4     | Франція        | товариський матч             | 2    |          |
| 5/09/1989  | Осло          | Норвегія       | 1 – 1     | Франція        | товариський матч             | 1    |          |
| 18/11/1989 | Тулуза        | Франція        | 2 – 0     | Кіпр           | Відбір до ЧС 1990            | -    |          |
| 21/01/1990 | Ель-Кувейт    | Кувейт         | 0 – 1     | Франція        | товариський матч             | -    |          |
| 28/02/1990 | Монпельє      | Франція        | 2 – 1     | НДР            | товариський матч             | 1    |          |
| 15/08/1990 | Париж         | Франція        | 0 – 0     | Польща         | товариський матч             | -    |          |
| 5/09/1990  | Рейк'явік     | Ісландія       | 1 – 2     | Франція        | Відбір до ЧЄ 1992            | 1    |          |
| 13/10/1990 | Париж         | Франція        | 2 – 1     | Чехословаччина | Відбір до ЧЄ 1992            | 2    |          |
| 17/11/1990 | Тирана        | Албанія        | 0 – 1     | Франція        | Відбір до ЧЄ 1992            | -    |          |
| 20/02/1991 | Париж         | Франція        | 3 – 1     | Іспанія        | Відбір до ЧЄ 1992            | 1    |          |
| 30/03/1991 | Париж         | Франція        | 5 – 0     | Албанія        | Відбір до ЧЄ 1992            | 2    |          |
| 14/08/1991 | Познань       | Польща         | 1 – 5     | Франція        | товариський матч             | 1    |          |
| 4/09/1991  | Братислава    | Чехословаччина | 1 – 2     | Франція        | Відбір до ЧЄ 1992            | 2    |          |
| 12/10/1991 | Севілья       | Іспанія        | 1 – 2     | Франція        | Відбір до ЧЄ 1992            | 1    |          |
| 9/02/1992  | Лондон        | Англія         | 2 – 0     | Франція        | товариський матч             | -    |          |
| 25/03/1992 | Париж         | Франція        | 2 – 2     | Бельгія        | товариський матч             | 2    |          |
| 5/06/1992  | Ланс          | Франція        | 1 – 1     | Нідерланди     | товариський матч             | 1    |          |
| 8/06/1992  | Бордо         | Франція        | 3 – 1     | Камерун        | товариський матч             | 1    |          |
| 10/06/1992 | Стокгольм     | Швеція         | 1 – 1     | Франція        | ЧЄ 1992 - 1-й етап           | 1    |          |
| 14/06/1992 | Мальме        | Франція        | 0 – 0     | Англія         | ЧЄ 1992 - 1-й етап           | -    |          |
| 17/06/1992 | Мальме        | Франція        | 1 – 2     | Данія          | ЧЄ 1992 - 1-й етап           | 1    |          |
| 26/08/1992 | Париж         | Франція        | 0 – 2     | Бразилія       | товариський матч             | -    |          |
| 9/09/1992  | Софія (місто) | Болгарія       | 2 – 0     | Франція        | Відбір до ЧС 1994            | -    |          |
| 14/10/1992 | Париж         | Франція        | 2 – 0     | Австрія        | Відбір до ЧС 1994            | 1    |          |
| 14/11/1992 | Париж         | Франція        | 2 – 1     | Фінляндія      | Відбір до ЧС 1994            | 1    |          |
| 17/02/1993 | Тель-Авів     | Ізраїль        | 0 – 4     | Франція        | Відбір до ЧС 1994            | -    |          |
| 27/03/1993 | Відень        | Австрія        | 0 – 1     | Франція        | Відбір до ЧС 1994            | 1    |          |
| 28/07/1993 | Москва        | Росія          | 1 – 3     | Франція        | товариський матч             | 1    |          |
| 22/08/1993 | Стокгольм     | Швеція         | 1 – 1     | Франція        | Відбір до ЧС 1994            | -    |          |
| 8/09/1993  | Тампере       | Фінляндія      | 0 – 2     | Франція        | Відбір до ЧС 1994            | 1    |          |
| 13/10/1993 | Париж         | Франція        | 2 – 3     | Ізраїль        | Відбір до ЧС 1994            | -    |          |
| 17/11/1993 | Париж         | Франція        | 1 – 2     | Болгарія       | Відбір до ЧС 1994            | -    |          |
| 22/03/1994 | Ліон          | Франція        | 3 – 1     | Чилі           | товариський матч             | 1    |          |
| 26/05/1994 | Кобе          | Австралія      | 0 – 1     | Франція        | товариський матч             | -    |          |
| 29/05/1994 | Токіо         | Японія         | 1 – 4     | Франція        | товариський матч             | 1    |          |
| 13/12/1994 | Трабзон       | Франція        | 2 – 0     | Азербайджан    | товариський матч             | 1    |          |
| 18/01/1995 | Утрехт        | Нідерланди     | 1 – 1     | Франція        | товариський матч             | -    |          |
| Усього     |               | Матчів         | 54        |                | Голів (5 місце)              | 30   |          |

## Титули та досягнення

### Командні
- Володар Кубка Бельгії (1):

«Брюгге»: 1985-86
- Володар Кубка Франції (1):

«Олімпік» (Марсель): 1988-89
- Чемпіон Франції (4):

«Олімпік» (Марсель): 1988-89, 1989-90, 1990-91, 1991-92
- Володар Суперкубка Італії (2):

«Мілан»: 1992, 1993
- Чемпіон Італії (2):

«Мілан»: 1992-93, 1993-94
- Переможець Ліги чемпіонів УЄФА (1):

«Мілан»: 1993-94
- Володар Кубка УЄФА (1):

«Баварія»: 1995-96
- Бронзовий призер чемпіонату світу: 1986

### Особисті
- Французький футболіст року: 1989, 1991
- Володар Золотого м'яча: 1991
- Найкращий бомбардир чемпіонату Франції: 1987-88 (19), 1988-89 (22), 1989-90 (30), 1990-91 (23), 1991-92 (27)
- Найкращий бомбардир Кубка європейських чемпіонів: 1989-90 (6), 1990-91 (6), 1991-92 (7)
- Включений до списку ФІФА 100: 2004